# Képregénykönyvtár
A Képregénykönyvtár egy budapesti közösségi könyvtár, amely egy kiadók és magángyűjtők felajánlásaiból álló, nemzetközi gyűjteményt tartalmaz. A könyvtár 2018. december 13-án nyílt meg a Nem Adom Fel Kávézóban. 2023-ban a könyvtár a Gólya presszóba költözött. Jelenleg több mint 1000 kötetes állománnyal rendelkezik. A képregényeket ingyen lehet olvasni, de csak helyben, kölcsönzésre nincs lehetőség. A könyvtár képregényes eseményeknek is helyszínt ad, és rendszeresen tartanak képregényolvasó klubot. A Képregénykönyvtár logóját Németh Gyula grafikus, képregényrajzoló, a promóciós képet pedig Michael DeForge kanadai képregényrajzoló tervezte.

## Külső hivatkozások
- Hivatalos Facebook-oldal
- A könyvtár katalógusa
- Varga, Julis: Rajzolt könyvek klubja. Kultúrpart